# Vi Er Cir.Cuz
Vi Er Cir.Cuz (Tiếng Anh: We Are Cir.Cuz) là album thứ hai từ 2 ca sĩ nhạc Pop Người Na Uy Cir.Cuz (Mats Melbye và Thomas Pedersen). Họ bắt đầu làm việc với album vào năm 2012 và xuất bản vào ngày 8 tháng 11 năm 2013. Bản xuất bản của album vượt qua ba bản xuất bản đĩa đơn từ các album: "Gatelys" (xuất bản vào ngày 28 tháng 5 năm 2012), "Supernova" (xuất bản vào ngày 30 tháng 11 năm 2012), và "Tidløs" (xuất bản vào ngày 29 tháng 4 năm 2013). "Supernova" đứng ở vị trí số 5 trong VG-lista

## Danh sách đĩa đơn
1. Terningkast (feat. Byz) (4:39)
2. Tidløs (3:16)
3. Vi Er (3:48)
4. Over Meg (3:20)
5. Supernova (feat. Julie Bergan) (3:54)
6. Komplisert (3:20)
7. Usynlig (feat. Iselin Solheim) (3:23)
8. Gatelys (3:33)
9. Tornerose (3:49)
10. Skål (3:43)

## Đường dẫn bên ngoài
- "Vi Er Cir.Cuz". iTunes.